# Struktura organizacyjna polskiej dywizji artylerii przeciwlotniczej z 1951
Struktura organizacyjna dywizji artylerii przeciwlotniczej z 22 marca 1951
W latach 1951–1952 w Wojsku Polskim, w oparciu o etaty Nr 4/65 - 4/68 z 22 marca 1951, sformowane zostały dwa związki taktyczne artylerii przeciwlotniczej: 11 i 16 DAPlot.
Dowództwo: 5 (etat Nr 4/65)
- sztab: 15 + 5
- wydział polityczny: 13 + 1
- szefowie służb: 6
- wydział kadr: 2
- wydział uzbrojenia: 5
- wydział tyłów: 13
- wydział techniczny: 10
- bateria dowodzenia: 91 (etat Nr 4/66)
  - dowództwo: 5
  - pluton zwiadu i służba obserwacyjno-meldunkowa: 15
  - pluton radio: 11
  - pluton telefoniczny: 29
  - stacja radiotechniczna obserwacji okrężno-dozorowej SON-4: 12
  - pluton samochodowy: 12
  - drużyna gospodarcza: 7
- 2 x pułki artylerii przeciwlotniczej "średniego kalibru" - 417 + 6 (etat Nr 4/67)
  - dowództwo: 5
    - sztab: 10 + 1
    - szef służby: 4
    - sekcja polityczna: 8
    - sekcja uzbrojenia: 14
    - służba techniczna: 11
    - służba finansowa: 1 + 1
    - służba tyłów: 28 + 3
    - izba chorych: 4 + 1
    - warsztat i magazyn sprzętu łączności: 3
    - pluton dowodzenia: 27

  - 4 x baterie artylerii przeciwlotniczej: 70
    - pluton dowodzenia: 18
    - pluton ogniowy: 34, 4 armaty plot 85 mm wz 39
    - pluton przyrządów: 18
- 2 x pułki artylerii przeciwlotniczej "małego kalibru" - 332 + 6 (etat Nr 4/68)
  - dowództwo: 5
    - sztab: 10 + 1
    - szefowie służb: 4
    - sekcja polityczna: 8
    - sekcja uzbrojenia: 14
    - służby techniczna: 11
    - służba finansowe: 1 + 1
    - służby tyłów: 28 + 3
    - izba chorych: 4 + 1
    - warsztat i magazyn sprzętu łączności: 3
    - pluton dowodzenia: 27

  - 4 x baterie artylerii przeciwlotniczej: 77
    - drużyna dowodzenia: 10
    - 3 x plutony ogniowe: 21, 2 armaty plot 37 mm wz 39

Razem
- 1949 żołnierzy i 53 pracowników cywilnych;
- 36 armat plot 85 mm wz 39
- 52 armaty plot 37 mm wz 39
- 1 stacja radarowa kierowania ogniem artylerii SON-4
- 588 karabinów
- 1041 pistoletów maszynowych
- 43 radiostacje
- 3 samochody osobowe
- 11 samochodów osobowo-terenowych
- 155 samochodów ciężarowo - terenowych
- 38 samochodów ciężarowo-szosowych
- 30 samochodów specjalnych
- 10 motocykli